# Pere Ramon Sacosta
Pere Ramon Sacosta (? - Roma , 1467) fue un caballero de la corona de Aragón de la orden de San Juan de Jerusalén entre 1461 y 1467. Accedió a la castellanía de Amposta en 1446 después de la muerte del antiguo castellano Juan de Vilagut. En 1461 fue ascendido a gran maestro de la orden e intentó conservar en sus manos la castellanía, en contra de la opinión del rey Juan II de Aragón, que quería colocar en este cargo su fiel Bernat Hug de Rocabertí. Durante la Guerra Civil Catalana entregó las castellanías del Ebro ( Ascó , Miravet y otros) a su hermano, el también hospitalario Ponç Sacosta y a su sobrino Galceran Sarriera, que las tuvieron hasta 1466. Ante las presiones de Juan II, Sacosta convocó el capítulo general de la orden en Roma en 1466 con el fin de que el papa le apoyara, pero en el transcurso de esta reunión murió y fue enterrado en Roma.
En 1462 dividió la lengua de España en dos nuevas lenguas, la lengua de Aragón (a la que correspondían los prioratos de Navarra, Cataluña y la castellanía de Amposta) y la lengua de Castilla (con los prioratos de Castilla y León, y Portugal).